# Gouvernement Sănătescu II
Roumanie
Sănătescu I Rădescu
Le gouvernement Constantin Sănătescu II est le gouvernement de la Roumanie du 4 novembre au 5 décembre 1944 . 

## composition
- Le président du conseil des ministres

Général Constantin Sănătescu (4 novembre - 5 décembre 1944)
- Vice-président du conseil des ministres

Peter Groza (4 novembre - 5 décembre 1944)
- Ministre de l'intérieur

Nicolae Penescu (ro) (4 novembre - 5 décembre 1944)
- Ministre des affaires étrangères

Constantin Vişoianu (ro) (4 novembre à 5 décembre 1944)
- Ministre des finances

Mihail Romniceanu (4 novembre - 5 décembre 1944)
- Ministre de la justice

Lucreţiu Pătrăşcanu (4 novembre - 5 décembre 1944)
- Ministre de l'éducation nationale

Ștefan Voitec (ro) (4 novembre - 5 décembre 1944)
- Ministre des Cultes et des Arts

Ghiță Pop (4 novembre - 5 décembre 1944)
- Ministre de la guerre

ad int. Général Constantin Sănătescu (4 novembre - 5 décembre 1944)
- Ministre de la production de guerre

Constantin C. Brătianu (ro) (4 novembre - 5 décembre 1944)
- Ministre de l'agriculture et des domaines

Ioan Hudiță (4 novembre - 5 décembre 1944)
- Ministre de l'économie nationale

Aurel Leucuția (ro) (4 novembre - 5 décembre 1944)
- Ministre des communications

Gheorghe Gheorghiu-Dej (4 novembre - 5 décembre 1944)
- Ministre des travaux publics (à partir du 13 novembre 1944, ministre des travaux publics et de la restauration )

Virgil Solomon (ro) (4 novembre - 5 décembre 1944)
- Ministre de la coopération

Gheorghe Fotino (4 novembre - 5 décembre 1944)
- Ministre du travail

Lothar Rădăceanu (ro) (4 novembre - 5 décembre 1944)
- Ministre des assurances sociales

Gheorghe Nicolau (ro) (4 novembre - 5 décembre 1944)
- Ministre de la santé et de l'assistance sociale

Daniel Danielopolu (ro) (4 novembre - 5 décembre 1944)
- Ministre des Minorités (à partir du 13 novembre 1944, ministre des Minorités nationales )

Gheorghe Vlădescu-Răcoasa (ro) (4 novembre - 5 décembre 1944)

## Source
- Stelian Neagoe - "L'histoire des gouvernements roumains du début - de 1859 à nos jours - 1995" (Ed. Machiavelli, Bucarest, 1995)
- Rompres